# Береговое (Херсонский район)
Береговое (укр. Берегове) — посёлок в Белозёрской поселковой общине Херсонского района Херсонской области Украины.
Почтовый индекс — 75005. Телефонный код — 5547. Код КОАТУУ — 6520382502.

## Население
Население по переписи 2001 года составляло 115 человек.

### Языковой состав
Родной язык населения по данным переписи 2001 года:
| Язык       | Численность, чел. | Доля     |
| ---------- | ----------------- | -------- |
| Украинский | 102               | 88,70 %  |
| Русский    | 12                | 10,43 %  |
| Другое     | 1                 | 0,87 %   |
| Итого      | 115               | 100,00 % |

## Местный совет
75005, Херсонская обл., Белозёрский р-н, с. Кизомыс, ул. Радянская, 158